# Gustl Berauer
Gustav „Gustl“ Berauer (* 5. November 1912 in Petzer, Böhmen; † 18. Mai 1986 in Schliersee) war ein deutscher Skisportler, der im Skilanglauf und der Nordischen Kombination erfolgreich war.

## Werdegang
Berauer nahm bereits an den Olympischen Winterspielen 1936 in Garmisch-Partenkirchen teil. In der Nordischen Kombination erreichte er den 14. Platz und lief in der Langlaufstaffel der Tschechoslowakei, die den fünften Rang belegte, die beste Zeit aller Teilnehmer.
Mit der Besetzung der Tschechoslowakei im Jahr 1938 durch Deutschland kam Berauer in den deutschen Kader. Er beantragte am 3. Januar 1939 die Aufnahme in die NSDAP und wurde rückwirkend zum 1. November 1938 aufgenommen (Mitgliedsnummer 6.620.450). Berauer schloss sich auch der SS an. Bei den Nordischen Skiweltmeisterschaften 1939 in Zakopane gewann er als erster Deutscher den Weltmeistertitel in der Nordischen Kombination und war damit auch der erste deutsche Weltmeister in den nordischen Skidisziplinen überhaupt. Bei den Weltmeisterschaften von 1941 in Cortina d’Ampezzo konnte er seinen Titel erfolgreich verteidigen, allerdings wurden diese Weltmeisterschaften auf einem Kongress der Fédération Internationale de Ski (FIS) 1946 offiziell annulliert. Im März 1941 siegte er bei den Lahti Ski Games in der Nordischen Kombination. Damit war er der erste Athlet ohne skandinavische Herkunft, der bei den Skispielen gewinnen konnte.
1943 veröffentlichte er gemeinsam mit Walter König das Handbuch des Schilaufs im Deutschen Alpenverlag Innsbruck.
Den Zweiten Weltkrieg erlebte Berauer als Feldwebel bei den Gebirgsjägern. Nach dem Krieg konnte er seinen Sport aufgrund einer schweren Verwundung an der Ostfront nicht mehr ausüben. Er betätigte sich daraufhin als Skilehrer. Bereits kurz nach dem Krieg, laut eigenen Angaben jedoch erst 1951 eröffnete Berauer in Schliersee ein Sportgeschäft. Von 1962 bis 1970 war er Vizepräsident des Deutschen Skiverbandes. Ab 1966 gehörte er für vier Jahre zum Präsidium des Deutschen Sportbundes. Von 1963 bis 1975 war er Vorsitzender des FIS-Komitees „Nordische Kombination“. 1986 verstarb er in Schliersee. Sein Geschäft übernahm sein Sohn Christoph Berauer.

## Größte Erfolge
- zweimaliger Weltmeister in der Nordischen Kombination (Nordischer Mehrkampf): 1939, 1941[6] (1941 jedoch nachträglich wegen des Weltkriegs annulliert)
- dreimaliger Deutscher Meister in der Nordischen Kombination: 1939, 1940 und 1941
- zweimaliger Deutscher Meister im Skilanglauf über 18 km: 1940 und 1941